# Schronisko w Klimcu
Schronisko PTN w Klimcu – nieistniejące obecnie schronisko turystyczne położone na wysokości 800 m n.p.m. we wsi Klimiec w Bieszczadach Wschodnich.
Obiekt powstał w 1935 roku i był prowadzony przez Przemyskie Towarzystwo Narciarzy wraz z Towarzystwem Krzewienia Narciarstwa. Schronisko oferowało 30 miejsc noclegowych.

## Szlaki turystyczne w 1936
- do Smorza przez Doboszówkę (Dobusz) (1044 m n.p.m.) i Hostyłów (1014 m n.p.m.),
- do Ławocznego lub na Jawornik Wielki (1122 m n.p.m.) przez Wołków Czerteż (1077 m n.p.m.) i Berdo (1199 m n.p.m.),
- na Pikuj (1405 m n.p.m.) przez Iwaszkowce, Krywkę i Husne Wyżne lub przez Iwaszkowce, Jasieniową (831 m n.p.m.) i Wielki Menczył (1036 m n.p.m.).